# Varkaus
Varkaus is een gemeente en stad in de Finse provincie Oost-Finland en in de Finse regio Noord-Savo. De gemeente heeft een landoppervlakte van 385,62 km² en telt 19.759 inwoners (2022).

## Partnersteden
- Petrozavodsk (Rusland)

## Geboren in Varkaus
- Jukka Keskisalo (1981), atleet